# コーク統監
コーク統監（コークとうかん、英語: Lord Lieutenant of Cork）は、イギリスの官職。統監の1つで、コーク県を担当する。1831年首席治安判事（アイルランド）法（Custos Rotulorum (Ireland) Act 1831）により、Governor職を置き換える形で設立され、コーク首席治安判事も兼任する。1922年に建国したアイルランド自由国では統監が任命されなくなったが、法律自体は残り、1983年制定法整理法で正式に廃止された。

## 一覧
- 1831年10月7日 – 1842年4月22日：第3代シャノン伯爵ヘンリー・ボイル[3]
- 1842年 – 1856年10月31日：第2代バンドン伯爵ジェームズ・バーナード[3]
- 1856年12月4日 – 1874年9月17日：初代ファーモイ男爵エドモンド・ロッシュ[3]
- 1874年11月10日 – 1877年2月17日：第3代バンドン伯爵フランシス・バーナード[3]
- 1877年6月13日 – 1922年：第4代バンドン伯爵ジェームズ・バーナード[3]